# Conoeca lignatrix
Conoeca lignatrix är en fjärilsart som beskrevs av Edward Meyrick 1922. Conoeca lignatrix ingår i släktet Conoeca och familjen säckspinnare. Inga underarter finns listade i Catalogue of Life.